# NID (Csillagkapu)
Az NID egy háttérben működő hírszerző ügynökség, ami a Csillagkapu sorozat folyamán rendszeresen jelen van, illetve a Csillagkapu: Atlantisz című spin-off három epizódjában is.

## Feladata
A szervezet feladata hivatalosan az, hogy civil felügyeletet biztosítson a szigorúan titkos katonai műveletek felett, de nem hivatalos elsődleges célja, hogy idegen technológiákat szerezzen meg. Az NID egy szakadár csoportja illegális tevékenységekkel próbálja a szervezet eredeti célját megvalósítani, később őket felváltotta a Tröszt. Az IOA létrehozásával az NID valamivel törvényesebb szervezetté változott, egyrészt a Csillagkapu Program titokban tartását felügyeli, másrészt a Csillagkapu Parancsnokságot segíti.

## Történet
Az NID olyan szövetségi ügynökökkel dolgozik, mint Malcolm Barrett, bürokratákkal, mint Richard Woolsey és katonai személyzettel, mint Frank Simmons ezredes és Harry Maybourne.
A Csillagkapu filmsorozat eseményei során a szakadár NID csoportot Harry Maybourne ezredes irányította. A csoport eleinte a második csillagkaput használta, mely A jég foglyai című epizódban került elő az Antarktiszon. Később más bolygókon létesítettek bázisokat, illetve elhagyatott raktárépületekben is a Földön. A szakadár csoport tagjai azzal igazolták gátlástalan tetteiket, hogy a Goa’uld támadástól akarják megvédeni a Földet, figyelmen kívül hagyva a bolygók népei közötti diplomáciát. Állításuk szerint a CSKP részéről folyó diplomáciai kapcsolatok felvétele és a tárgyalások túl lassúak. Az illegális csoport vezető szervezete a „Bizottság”, mely üzletemberekből, politikusokból és cégekből áll, akik az idegen technológiákat saját pénzügyi hasznuk miatt kívánják megszerezni. A „Bizottság” későbbiekben lelepleződött legbefolyásosabb tagjai voltak Robert Kinsey szenátor és Frank Simmons ezredes. A CSKP végül a Hatalmi harc című epizódban felszámolja a szakadár csoportot, legfelsőbb szintű vezetőket letartóztatják és bebörtönözik.
A készítők eredeti szándéka szerint a szervezet neve „NRD” lett volna, mint a „No Real Department” rövidítése, azonban hangzása a „nerd” angol kifejezésre hasonlít, így átnevezték NID-re. Bár a mozaikszó nem jelent semmit, a Csillagkapu szerepjáték szerint a „National Intelligence Department” rövidítése.

### A Tröszt
A Tröszt egy sötét bolygóközi terrorista csoport, mely a szakadár NID régi tagjaiból, nemzetközi üzletemberekből és politikai szövetségekből áll, melyek támogatják őket. A Tröszt módszereit és céljait tekintve radikálisabb, mint az NID volt, több alkalommal is közvetlen konfliktusba került a CSKP-val és a Légierővel.
Amikor a producerek előálltak ennek a szervezetnek az ötletével, rájöttek, hogy az Alias című televíziós sorozatban elhasználták azokat a neveket, amiket ők akartak. Néhány héttel azután, hogy végül a „Tröszt” nevet választották, kiderült, hogy az is szerepelt már az Aliasban. Ezután két választási lehetőségük maradt: vagy a „Tröszt” lesz a Csillagkapuban is, vagy Joseph Mallozzi producer ötletét választják, ami szerint a szervezet neve „The Former Rogue Elements of the N.I.D. Now Working for Private Interests Bent on Global Domination” lett volna, így végül inkább maradtak az első verziónál.

### Ismert ügynökök
- Cross
- Malcolm Barrett
- Richard Woolsey
- Singer
- Harold Maybourne
- Frank Simmons

## Külső hivatkozások
- Az NID a Stargate Wiki-n